# شآي آلباي
شُآي آلباي (بالتركية: Şuay Alpay)‏, (ولد: 20 أكتوبر 1960, في معمورة العزيز, تركيا) سياسي تركي. ونائب سابق في البرلمان التركي في دورته (24) ممثلا عن حزب العدالة والتنمية.